# Список Героев Советского Союза (Курская область)
Список Героев Советского Союза из Курской области.

## А
- Агеев, Филипп Павлович
- Азаров, Алексей Никонорович
- Азаров, Евгений Александрович
- Александрюк, Виктор Ильич
- Алисов, Василий Алексеевич
- Алтухов, Иван Филиппович
- Андриянов, Александр Иванович
- Андрюхин, Илья Прохорович
- Артёмов, Павел Петрович
- Асадчих, Борис Емельянович
- Афанасьев, Александр Фадеевич
- Афанасьев, Яков Иванович
- Ачкасов, Анатолий Григорьевич
- Ашурков, Никита Егорович

## Б
- Бабанин, Иван Акимович
- Баранников, Василий Фёдорович
- Баранов, Николай Артёмович
- Барков, Николай Фёдорович
- Бачурин, Фёдор Игнатьевич
- Башкиров, Вячеслав Филиппович
- Башкиров, Фёдор Андреевич
- Белоусов, Павел Александрович
- Бессонов, Всеволод Борисович
- Бирюков, Василий Николаевич
- Бирюков, Григорий Иванович
- Блинов, Иван Алексеевич
- Боенко, Дмитрий Петрович
- Боровых, Андрей Егорович
- Бородин, Виктор Петрович
- Бочарников, Аркадий Николаевич
- Бочаров, Владимир Михайлович
- Бредихин, Николай Алексеевич
- Булычев, Сергей Сергеевич
- Бурцев, Кирилл Максимович
- Буянов, Михаил Кондратьевич

## В
- Вахарловский, Виктор Валерианович
- Видулин, Николай Гаврилович
- Винников, Николай Иванович
- Виниченко, Пётр Дмитриевич
- Власов, Митрофан Ефимович
- Воеводин, Леонид Михайлович
- Волгин, Иван Тимофеевич
- Воронцов, Иван Михайлович
- Воротынцев, Николай Филиппович
- Воротынцев, Иван Моисеевич
- Воротынцев, Павел Алексеевич
- Вялых, Николай Алексеевич

## Г
- Галкин, Михаил Васильевич
- Горбачёв, Афанасий Семёнович
- Горбунов, Иван Михайлович
- Горелов, Василий Павлович
- Гранкин, Павел Николаевич
- Грешилов, Михаил Васильевич
- Гривцов, Александр Иванович
- Губарев, Пётр Стефанович
- Гулимов, Николай Иванович
- Гуляев, Сергей Арсентьевич
- Гуров, Константин Фролович
- Гурьев, Григорий Иванович
- Гусельников, Денис Семёнович
- Гуторов, Михаил Иванович

## Д
- Данилин, Александр Михайлович
- Долгий, Борис Семёнович
- Доровский, Николай Степанович
- Дураченко, Антон Николаевич

## Е
- Евсеев, Николай Иванович
- Емельянов, Дмитрий Иванович
- Ерёмин, Александр Климентьевич
- Ерин, Павел Константинович
- Ермаков, Василий Ермолаевич
- Ефимов, Константин Александрович

## Ж
- Жабоедов, Николай Никитович
- Жеребцов, Василий Семёнович
- Жилин, Егор Павлович
- Жиляев, Константин Павлович
- Жученко, Павел Данилович

## З
- Забояркин, Александр Васильевич
- Завелицкий, Егор Митрофанович
- Зайцев, Василий Владимирович
- Занин, Иван Дмитриевич
- Зеленко, Екатерина Ивановна
- Звягин, Андрей Григорьевич
- Зубарев, Иван Фёдорович

## И
- Иванов, Виктор Алексеевич
- Иванов, Фёдор Михайлович
- Ивенков, Михаил Борисович

## К
- Кисов, Анатолий Иванович
- Клевцов, Сергей Трофимович
- Клыков, Виктор Павлович
- Ковалёв, Павел Савельевич
- Козлитин, Мефодий Михайлович
- Козорезов, Андрей Акимович
- Комарицкий, Григорий Кириллович
- Конев, Иван Никанорович
- Конищев, Иван Петрович
- Кононенков, Николай Иванович
- Конорев, Иван Алексеевич
- Константинов, Иван Егорович
- Копылов, Николай Иосифович
- Кореньков, Василий Матвеевич
- Коробков, Дмитрий Егорович
- Коробков, Павел Терентьевич
- Корольков, Иван Иванович
- Косинов, Семён Кириллович
- Кравцов, Дмитрий Степанович
- Крапивный, Фёдор Андреевич
- Краснюков, Иван Иосифович
- Кретов, Александр Фёдорович
- Кречетов, Андрей Дмитриевич
- Кривоухов, Тихон Сергеевич
- Крюков, Василий Иванович
- Кузнецов, Михаил Арсентьевич
- Кузякин, Гавриил Васильевич
- Кузякин, Матвей Яковлевич
- Кулешов, Владимир Иванович
- Кутепов, Павел Михайлович

## Л
- Лагутин, Михаил Александрович
- Лактионов, Пётр Ефимович
- Легостаев, Василий Захарович
- Леонов, Николай Иванович
- Литвищенко, Григорий Фёдорович
- Лобусов, Савелий Андреевич
- Ломакин, Алексей Максимович
- Лосев, Алексей Пантелеевич
- Лукин, Владимир Петрович
- Лукьянчиков, Леонид Васильевич
- Любезный, Николай Фёдорович
- Любимов, Иван Степанович

## М
- Максин, Алексей Михайлович
- Малых, Евгений Васильевич
- Малышев, Пётр Степанович
- Марицкий, Николай Васильевич
- Маханёв, Максим Игнатьевич
- Мельников, Николай Кириллович
- Мешков, Иван Андреевич
- Минаков, Иван Фёдорович
- Михнев, Гавриил Нестерович
- Мишин, Евгений Васильевич
- Морозов, Иван Иванович
- Москалёв, Дмитрий Егорович
- Мыльников, Григорий Михайлович

## Н
- Нелидов, Фёдор Гаврилович
- Непочатых, Илья Кириллович
- Нестеров, Владимир Фёдорович
- Нефёдов, Пётр Прохорович
- Никитченко, Иван Моисеевич
- Никулин, Егор Иосифович
- Новиков, Кузьма Иванович
- Новожилов, Василий Филиппович

## О
- Овсянников, Константин Васильевич
- Овчинников, Борис Васильевич
- Однобоков, Пётр Максимович
- Оленин, Александр Михайлович
- Оловянников, Николай Ефимович
- Ольшанский, Константин Фёдорович
- Орехов, Трофим Филиппович
- Орлов, Иван Михайлович
- Оськин, Виктор Семёнович

## П
- Пагонышев Григорий Лаврентьевич
- Павловский, Анатолий Михайлович
- Павличенко, Александр Петрович
- Панов, Анатолий Дмитриевич
- Паханов, Николай Павлович
- Пашин, Пётр Лукьянович
- Певнев, Григорий Михайлович
- Петрищев, Сергей Иванович
- Пигорев, Николай Григорьевич
- Пикин, Иван Назарович
- Плеханов, Иван Ефимович
- Плотников, Павел Михайлович
- Полуянов, Григорий Павлович
- Припутнев, Василий Степанович
- Пронин, Иван Васильевич
- Проскурин, Яков Михайлович
- Пугачёв, Терентий Давыдович

## Р
- Ренц, Михаил Петрович
- Романенко, Иван Георгиевич
- Рощупкин, Степан Петрович
- Рудаков, Сергей Фёдорович
- Рукавицын, Владимир Павлович
- Руцкой, Александр Владимирович
- Рябыкин, Фёдор Иванович
- Рязанцев, Николай Дмитриевич

## С
- Саенко, Михаил Андреевич
- Самохвалов, Фёдор Николаевич
- Саньков, Иван Гаврилович
- Сапунов, Николай Андреевич
- Свеженцев, Илья Фёдорович
- Серых, Григорий Афанасьевич
- Сечкин, Николай Иванович
- Сивцов, Николай Степанович
- Сигов, Дмитрий Иванович
- Сидоренко, Василий Алексеевич
- Сидоров, Павел Иванович
- Сидоров, Павел Никитович
- Симоненко, Алексей Фёдорович
- Ситников, Пётр Филиппович
- Скворцов, Александр Егорович
- Скорятин, Фёдор Николаевич
- Скрипкин, Фёдор Стефанович
- Соколов, Григорий Семёнович
- Соловьёв, Василий Андреевич
- Солодилов, Макар Алексеевич
- Сонин, Иван Егорович
- Сорокин, Василий Петрович
- Стариков, Пётр Никифорович
- Старых, Иван Сергеевич
- Степанов, Иван Сергеевич
- Сухих, Николай Анисимович
- Сыромятников, Сергей Васильевич
- Сысоев, Михаил Андреевич
- Сычёв, Иван Иванович

## Т
- Тананаев, Пётр Николаевич
- Татаринов, Иван Дмитриевич
- Телевинов, Анатолий Романович
- Тимошенко, Афанасий Иванович
- Тимошенко, Владимир Иванович
- Тимченко, Василий Михайлович
- Титов, Иван Антонович
- Топорков, Яков Николаевич
- Трубицын, Николай Панфилович
- Трунов, Павел Яковлевич

## У
- Уколов, Михаил Васильевич
- Ушаков, Михаил Филиппович

## Ф
- Фирсов, Николай Александрович
- Фролов, Василий Михайлович

## Х
- Хардиков, Яков Давыдович
- Хмелевской, Андрей Александрович
- Холобцев, Иван Иванович
- Холодов, Иван Сидорович
- Хрущёв, Никита Сергеевич

## Ц
- Цыганков, Василий Евдокимович
- Цыганов, Николай Георгиевич

## Ч
- Чаленко, Валентин Евграфович
- Черинов, Владимир Васильевич
- Черников, Фёдор Устинович
- Черных, Николай Васильевич
- Чертенков, Иван Матвеевич
- Чхаидзе, Владимир Михайлович

## Ш
- Шатохин, Афанасий Ильич
- Шатохин, Иван Григорьевич
- Шенцов, Николай Степанович
- Шепелев, Николай Гаврилович
- Шитиков, Иван Павлович
- Шпильков, Григорий Андреевич
- Шумаков, Захар Егорович

## Щ
- Щетинин, Василий Романович

## Ю
- Юрьев, Леонид Васильевич